# Niemegk
Niemegk est une ville allemande située dans le Land de Brandebourg dans l'arrondissement de Potsdam-Mittelmark.

## Personnalités liées à la ville
- Samuel Friedrich Nathaniel Stein (1818-1885), entomologiste né à Niemegk.
- Dieter Appelt (1935-), photographe né à Niemegk.